# 카구

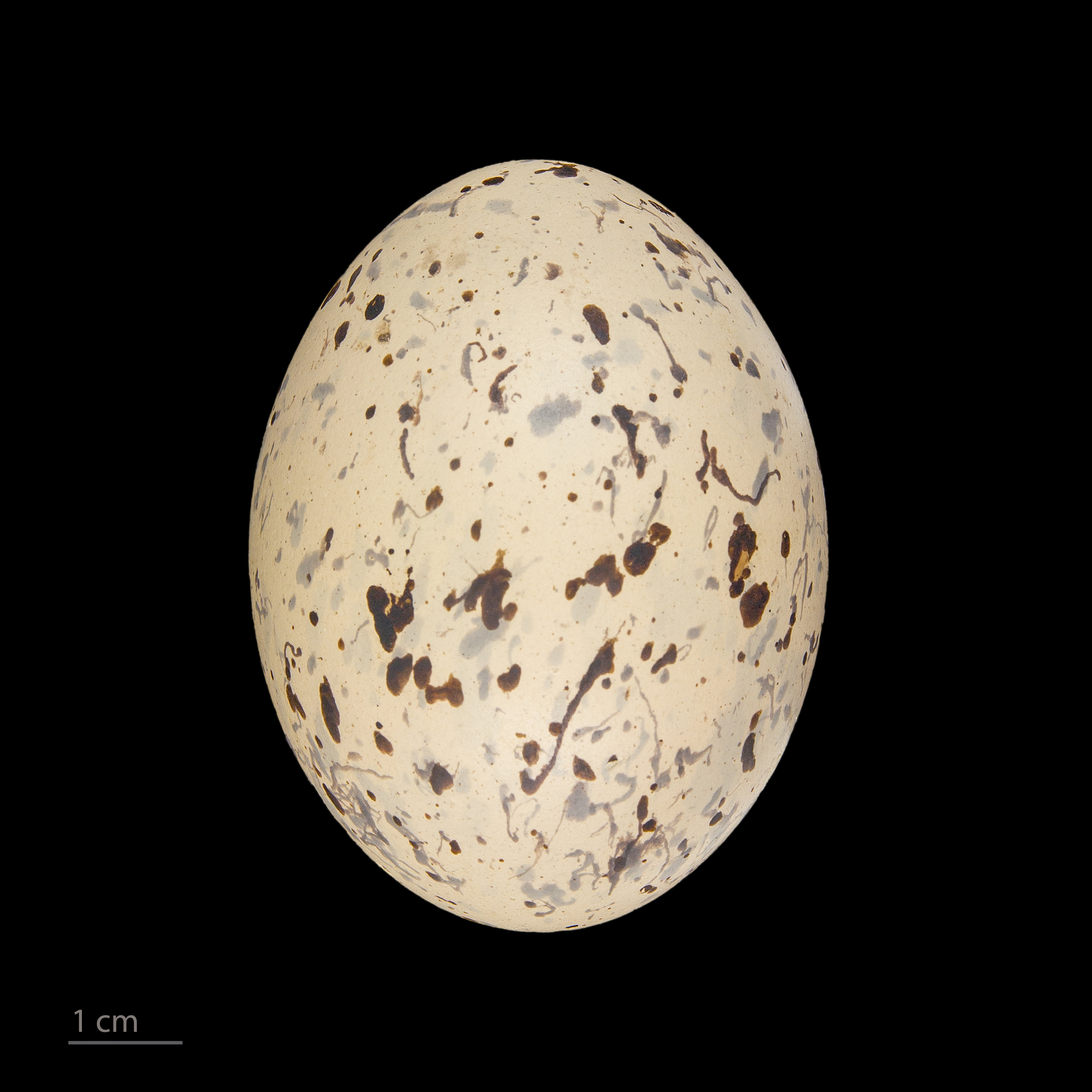
Rhynochetos jubatus

카구(학명: Rhynochetos jubatus, 영어: Kagu 또는 Cagou)는 뱀눈새목에 속하는 새의 일종이다. 카구과와 카구속(Rhynochetos)의 현존하는 유일종이다.

## 분포
프랑스 해외 영토인 누벨칼레도니의 고유종이다.